# Roodschouderparkiet
De roodschouderparkiet (Pyrrhura egregia) is een vogel uit de familie Psittacidae (papegaaien van Afrika en de Nieuwe Wereld).

## Verspreiding en leefgebied
Deze soort komt voor in Zuid-Amerika en telt twee ondersoorten:
- P. e. egregia: zuidoostelijk Venezuela en zuidwestelijk Guyana.
- P. e. obscura: zuidelijk Venezuela en noordoostelijk Brazilië.

## Status
De grootte van de populatie is niet gekwantificeerd maar de soort wordt omschreven als vrij algemeen. Op de Rode lijst van de IUCN heeft deze soort de status niet bedreigd.